# BMO Field
A BMO Field stadion a kanadai Torontóban, ami az észak-amerikai labdarúgó-bajnokságban szereplő Toronto FC és a kanadai labdarúgó-bajnokságban szereplő Toronto Argonauts otthona. 2007-ben építették fel azt Exhibition Stadion helyére, tulajdonosa Toronto városa, a Maple Leaf Sports & Entertainment kezeli. A stadion elnevezési jogát a Bank of Montreal tulajdonolja, aminek rövidítése BMO.
A BMO Fieldet először labdarúgó-stadionnak építették fel, mikor a Toronto FC csatlakozott az észak-amerikai labdarúgó-bajnoksághoz, illetve otthont adott mérkőzéseknek a 2007-es U20-as világbajnokságon, illetve a 2014-es női világbajnokságon. 2010-ben a BMO Field tartotta az MLS döntőjét. A 2016-os és 2017-es döntőt is itt tartották, amikben szerepelt a Toronto FC is. Ezek mellett tartották itt a kanadai rögbi-válogatott mérkőzéseit is.
2014 és 2016 között felújították a stadiont, részben fedetté téve az épületet és a befogadóképességét is növelte, meghosszabbítva a pályát is. Egyike a két kanadai stadionnak, ahol mérkőzéseket fognak tartani a 2026-os világbajnokságon és a New Exhibition Stadion nevet fogja viselni.

## Labdarúgás

### 2007-es U20-as világbajnokság
| Dátum            | Győztes csapat   | Végeredmény | Vesztes csapat   | Szakasz       | Nézőszám |
| ---------------- | ---------------- | ----------- | ---------------- | ------------- | -------- |
| 2007. július 1.  | Kanada           | 0–3         | Chile            | A csoport     | 20 195   |
| 2007. július 2.  | Portugália       | 2–0         | Új-Zéland        | C csoport     | 19 526   |
| 2007. július 2.  | Gambia           | 0–3         | Mexikó           | C csoport     | 19 526   |
| 2007. július 5.  | Új-Zéland        | 0–1         | Gambia           | C csoport     | 19 526   |
| 2007. július 5.  | Mexikó           | 2–1         | Portugália       | C csoport     | 19 526   |
| 2007. július 8.  | Chile            | 0–0         | Ausztria         | A csoport     | 19 526   |
| 2007. július 11. | Egyesült Államok | 2–1 (h.u.)  | Uruguay          | Nyolcaddöntő  | 19 526   |
| 2007. július 12. | Argentína        | 3–1         | Lengyelország    | Nyolcaddöntő  | 19 526   |
| 2007. július 14. | Ausztria         | 2–1         | Egyesült Államok | Negyeddöntő   | 19 526   |
| 2007. július 19. | Chile            | 0–3         | Argentína        | Elődöntő      | 19 526   |
| 2007. július 22. | Chile            | 1–0         | Ausztria         | Bronzmérkőzés | 19 526   |
| 2007. július 22. | Csehország       | 1–2         | Argentína        | Döntő         | 19 526   |

### 2014-es U20-as női világbajnokság
| Dátum               | Győztes csapat | Végeredmény  | Vesztes csapat   | Szakasz     | Nézőszám |
| ------------------- | -------------- | ------------ | ---------------- | ----------- | -------- |
| 2014. augusztus 5.  | Kanada         | 0–1          | Ghána            | A csoport   | 20 195   |
| 2014. augusztus 5.  | Finnország     | 1–2          | Észak-Korea      | A csoport   | 20 195   |
| 2014. augusztus 8.  | Kanada         | 3–2          | Finnország       | A csoport   | 20 195   |
| 2014. augusztus 8.  | Ghána          | 0–3          | Észak-Korea      | A csoport   | 20 195   |
| 2014. augusztus 13. | Dél-Korea      | 2–1          | Mexikó           | C csoport   | 20 195   |
| 2014. augusztus 13. | Costa Rica     | 0–3          | Új-Zéland        | D csoport   | 20 195   |
| 2014. augusztus 16. | Észak-Korea    | 1–1 (3–1 b.) | Egyesült Államok | Negyeddöntő | 20 195   |

### 2015-ös CONCACAF-aranykupa
| Dátum            | Győztes csapat | Végeredmény | Vesztes csapat | Szakasz   | Nézőszám |
| ---------------- | -------------- | ----------- | -------------- | --------- | -------- |
| 2015. július 14. | Jamaica        | 1–0         | Salvador       | B csoport | 16 674   |
| 2015. július 14. | Kanada         | 0–0         | Costa Rica     | B csoport | 16 674   |

### Campeones Cup
| Dátum | Győztes csapat | Végeredmény | Vesztes csapat | Nézőszám |
| ----- | -------------- | ----------- | -------------- | -------- |
| 2018  | Tigres UANL    | 3–1         | Toronto FC     | 14 823   |

### 2026-os világbajnokság
A New Exhibition Stadion több mérkőzésnek is otthont fog adni a 2026-os világbajnokságon.

### Barátságos mérkőzések
| Dátum               | Győztes csapat      | Végeredmény         | Vesztes csapat | Nézőszám |
| ------------------- | ------------------- | ------------------- | -------------- | -------- |
| 2007. május 23.     | Toronto FC          | 0–0                 | Benfica        | 18 730   |
| 2007. július 25.    | Aston Villa         | 4–2                 | Toronto FC     | 20 147   |
| 2009. augusztus 7.  | Real Madrid         | 5–1                 | Toronto FC     | 22 089   |
| 2009. szeptember 2. | Benfica             | 3–1                 | Celtic         | 12 403   |
| 2010. május 23.     | Panathinaikósz      | 0–0                 | Benfica        | 10 603   |
| 2010. július 22.    | Bolton Wanderers    | 1–1 (h.u.) 4–3 (b.) | Toronto FC     | 19 507   |
| 2013. augusztus 7.  | AS Roma             | 4–1                 | Toronto FC     | 18 274   |
| 2014. július 23.    | Tottenham Hotspur   | 3–2                 | Toronto FC     | 22 591   |
| 2014. július 25.    | Olimbiakósz         | 3–0                 | AC Milan       | 10 603   |
| 2015. május 27.     | Manchester City     | 1–0                 | Toronto FC     | 23 169   |
| 2015. július 18.    | Paris Saint-Germain | 3–2                 | Benfica        | 17 843   |

## Rögbi
| Dátum               | Vendég csapat    | Végeredmény | Hazai csapat | Nézőszám |
| ------------------- | ---------------- | ----------- | ------------ | -------- |
| 2011. augusztus 6.  | Egyesült Államok | 22–28       | Kanada       | 10 621   |
| 2012. június 15.    | Olaszország      | 25–16       | Kanada       | 12 220   |
| 2013. június 15.    | Írország         | 40–14       | Kanada       | 20 396   |
| 2013. augusztus 24. | Egyesült Államok | 11–13       | Kanada       | 10 207   |
| 2013. november 3.   | Maori All Blacks | 40–15       | Kanada       | 22 566   |
| 2014. június 14.    | Skócia           | 19–17       | Kanada       | 18 788   |
| 2015. július 29.    | Szamoa           | 21–20       | Kanada       | 11 200   |
| 2016. június 26.    | Olaszország      | 20–18       | Kanada       | 13 125   |